# Pertjajah Luhur
Pertjajah Luhur (PL; de naam van de partij is Javaans voor 'Vol vertrouwen') is een politieke partij van Suriname. De partij is opgericht op 5 december 1998 door Paul Somohardjo, na een splitsing met Pendawa Lima. De partij staat bekend als een machtspartij. De achterban bestaat voornamelijk uit Javaanse Surinamers. De PL was tot 1 mei 2025 onderdeel van de coaltie van het huidige kabinet-Santokhi.

## Geschiedenis
Van 2000 tot 2010 behoorde PL tot Nieuw Front. Bij de verkiezingen van mei 2010 liet PL zien dat zij zonder een grote combinatie (VolksAlliantie) zes zetels kunnen binnenhalen. De VolksAlliantie bestaat naast PL uit Democraten van de 21ste eeuw (D-21) van Soewarto Moestadja en Pendawa Lima van Raymond Sapoen. De laatste twee genoemde partijen zijn overigens officieel opgeheven en opgegaan in de VolksAlliantie.
De Pertjajah Luhur was de trekker van de combinatie, de Volks Alliantie. Deze alliantie bestond verder uit, Trefpunt 2000 van Arti Jesserun en het Middenblok van Henry Ori. D21 en Pendawalima zijn opgegaan in de Pertjajah Luhur.
Onder de overkoepelende partij VolksAlliantie heeft de partij in de periode 2010 - 2015 de volgende personen als minister in de regering-Bouterse afgestaan: 
- Soewarto Moestadja, minister van Binnenlandse Zaken[2]
- Hendrik Setrowidjojo, minister van Landbouw, Veeteelt en Visserij (LVV)[3]
- Abigail Lie A Kwie, onderminister van Openbare Werken (OW) (mei - oktober 2012), daarna van LVV[4]

President Bouterse zette PL op 14 april 2014 als coalitiepartner uit zijn regering. Somohardjo werd door de president 'onbetrouwbaar' genoemd. Als gevolg van deze stap kon de regering-Bouterse I nog slechts op de kleinste meerderheid in het parlement rekenen.
Tijdens de verkiezingen van 2015 deed de PL mee in de alliantie V7. Chan Santokhi (VHP) werd door V7 naar voren geschoven als de presidentskandidaat. De alliantie behaalde 18 zetels.
Vrijwel direct na de verkiezingen van 2015 liepen twee leden van PL, Sapoen en Chitan, over naar het kamp van Bouterse. De partij spande daarop een proces aan op grond van de Wet Terugroeping Volksvertegenwoordigers. Na een rechtsgang van bijna vijf jaar werden Sapoen en Chitan op 20 maart 2020 door het Hof van hun zetel vervallen verklaard, met terugwerkende kracht tot 22 december 2015.
De partij behaalde 2 zetels tijdens de verkiezingen van 2020. Hierin werkte het samen met de ABOP; samen stelden ze elkaars kandidatenlijsten open in districten waar de ander minder vertegenwoordigd was. In Wanica had dit tot gevolg dat de PL-zetel naar de lijstduwer van ABOP ging, Miquella Soemar-Huur.
In juli 2024 droeg Paul Somohardjo verantwoordelijkheden van de partij formeel over aan zijn zoon Bronto. In de praktijk blijft hij aan als partijvoorzitter en blijft hij grote invloed uitoefenen op de gang van zaken binnen de PL. Bronto Somohardjo is de lijsttrekker op de kandidatenlijst van 2025.
Na de verkiezingen trad de PL toe tot het kabinet Simons dat door zes partijen wordt gevormd.

## Ideologie
De PL hanteert als ideologie de Gotong royong-filosofie; oorspronkelijk een sociale levensinstelling uit Indonesië, die zich letterlijk laat vertalen als het gezamenlijk dragen van lasten: gotong is Javaans voor "een last op de schouder dragen" en royong voor "samen" ofwel "gemeenschappelijk". De term verwijst naar samenwerken, elkaar helpen of wederzijdse bijstand. Volgens Paul Somohardjo betekent dit een verplichting van het individu jegens de samenleving. “Het idee van Gotong royong is, het delen van lasten tussen leden van de gemeenschap

## Verkiezingsuitslagen
| Verkiezingsjaar | Partijleider    | Zetels | Kabinetsdeelname              |
| --------------- | --------------- | ------ | ----------------------------- |
| 2000            | Paul Somohardjo | 5 / 51 | Coalitie                      |
| 2005            | Paul Somohardjo | 6 / 51 | Coalitie                      |
| 2010            | Paul Somohardjo | 6 / 51 | Coalitie                      |
| 2015            | Paul Somohardjo | 5 / 51 | Oppositie                     |
| 2020            | Paul Somohardjo | 1 / 51 | Coalitie (2020-30 april 2025) |
| 2020            | Paul Somohardjo | 1 / 51 | Oppositie (1 mei 2025-heden)  |

## PL-parlementsleden
- Paul Somohardjo (2000-2020)
- Ronny Tamsiran (2000-2015)
- Erwin Ronodikromo (2000-2005)
- Roekaja Kertokalio (2000-2005)
- Hendrik Djoehari (2000-2005)
- Sylvia Kajoeramari (2005-2010)
- Kail Lee (2005-2010)
- Tatap Pawirodnomo (2005-2010)

- Hendrik Sakimin (2005-2015)
- Soetimin Marsidih (2010-2015)
- Diepak Chitan (2010-2015)
- Raymond Sapoen (2010-2015)
- Martha Djojoseparto (2010-2015)
- Ingrid Karta-Bink (2015-2020)
- William Waidoe (2015-2019)
- Evert Karto (2020-2025)

## PL-ministers
Kabinet-Santokhi (2020-2025)
Minister van Binnenlandse Zaken
- Bronto Somohardjo (2020-2024)

Minister van Transport, Communicatie en Toerisme
- Uraiqit Ramsaran (2023-2025)

Minister van Sociale Zaken en Volkshuisvesting
- Uraiqit Ramsaran (2020-2023)

Kabinet-Venetiaan III (2005-2010)
Minister van Ruimtelijke Ordening, Grond- en Bosbeheer
- Michael Jong Tjien Fa (2005-2010)

Minister van Onderwijs en Volksontwikkeling
- Edwin Wolf (2005-2010)

Minister van Sociale Zaken en Volkshuisvesting
- Hendrik Setrowidjojo (2005-2010)